# HellFire Club
Hellfire Club lanzado el 6 de abril de 2004, es el sexto álbum de la banda alemana de metal Edguy.
El bonus track "Children of Steel", era originalmente un demo lanzado en 1994, pero fue regrabado para este álbum. El bonus track de "Mysteria" es cantando por Mille Petrozza , vocalista de la banda de thrash metal alemán Kreator.

## Lista de canciones
1. "Mysteria" – 5:44
2. "The Piper Never Dies" – 10:05
3. "We Don't Need a Hero" – 5:30
4. "Down to the Devil" – 5:27
5. "King of Fools" – 3:34
6. "Forever" – 5:40
7. "Under the Moon" – 5:04
8. "Lavatory Love Machine" – 4:25
9. "Rise of the Morning Glory" – 4:39
10. "Lucifer in Love" – 0:32
11. "Navigator" – 5:22
12. "The Spirit Will Remain" – 4:12
13. "Children of Steel" (Bonus track) – 4:03
14. "Mysteria" (Bonus track por Mille Petrozza) – 5:32
15. "Heavenward" (Demo de 'Navigator') - 5:17

## Formación
- Tobias Sammet (Voces)
- Jens Ludwig (Guitarra)
- Dirk Sauer (Guitarra)
- Tobias Exxel (Bajo)
- Felix Bohnke (Batería)

### Álbum
| Listas (2004) | Posición |
| ------------- | -------- |
| Finlandia     | 22       |
| Francia       | 54       |
| Austria       | 68       |
| Suecia        | 6        |
| Suiza         | 81       |

### Sencillos
| Año  | Sencillo        | Conteo    | Posición |
| ---- | --------------- | --------- | -------- |
| 2004 | "King of Fools" | Finlandia | 12       |
| 2004 | "King of Fools" | Austria   | 67       |
| 2004 | "King of Fools" | Suiza     | 98       |
| 2004 | "King of Fools" | Suecia    | 16       |

| Año  | Sencillo                | Conteo | Posición |
| ---- | ----------------------- | ------ | -------- |
| 2004 | "Lavatory Love Machine" | Suecia | 46       |

- Datos: Q2446842